# Peregrino Anselmo

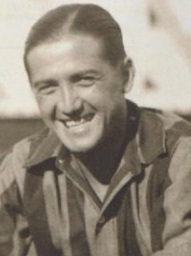
Peregrino Anselmo

Juan Peregrino Anselmo (30 april 1902 - 27 oktober 1975) was een Uruguayaanse voetballer die speelde als spits voor het nationale team van Uruguay. Hij was lid van het nationale team dat het WK van 1930 won. Hij scoorde 3 doelpunten in het toernooi, waaronder 2 in de halve finale. Hij was de eerste valse 9 op een WK. Hij maakte deel uit van een ploeg die op de Olympische Zomerspelen van 1928 een gouden medaille won, maar geen enkele wedstrijd speelde. Hij was speler en later coach van C.A. Peñarol. Als coach volgde hij halverwege 1962 de Hongaar Béla Guttmann op zijn post op en leidde hij de club naar het Uruguayaanse kampioenschap van datzelfde jaar. In het laatste deel van 1963 volgde de Uruguayaanse doelman Roque Máspoli hem op.

## Internationale goals
| #  | Datum        | Locatie                                 | Tegenstander | Score | Result | Competition           |
| -- | ------------ | --------------------------------------- | ------------ | ----- | ------ | --------------------- |
| 1. | 21 Juli 1930 | Estadio Centenario, Montevideo, Uruguay | Roemenië     | 3–0   | 4–0    | 1930 FIFA Wereldbeker |
| 2. | 27 Juli 1930 | Estadio Centenario, Montevideo, Uruguay | Joegoslavië  | 2–1   | 6–1    | 1930 FIFA Wereldbeker |
| 3. | 27 Juli 1930 | Estadio Centenario, Montevideo, Uruguay | Joegoslavië  | 3–1   | 6–1    | 1930 FIFA Wereldbeker |

## Erelijst
Peñarol
- Primera División: 1924, 1926, 1928, 1929, 1932, 1935

Uruguay
- WK: 1930
- Copa America: 1935
- Zomerspelen: 1928